# (23543) 1993 UK
1993 يو كي (ويعرف أيضًا باسم (23543) 1993 يو كي وفق تسمية الكوكب الصغير) (بالإنجليزية: 1993 UK)‏ هو كويكب ضمن حزام الكويكبات؛ وترتيبه 23543 من حيث الاكتشاف.
اكتُشف هذا الجُرم الفلكي بواسطة Kin Endate ‏ في 16 أكتوبر 1993.

## وصلات خارجية
- (23543) 1993 UK في قاعدة بيانات مختبر الدفع النفاث لأجرام النظام الشمسي الصغيرة

- الاكتشاف · مخطط المدار ·  العناصر المدارية · المعلمات المادية

- (23543) 1993 UK على موقع ويكي سكاي: DSS2, SDSS, GALEX, IRAS, Hydrogen α, X-Ray, Astrophoto, Sky Map, Articles and images